# Rossiya 24
Pour les articles homonymes, voir Rossiya.
Ne doit pas être confondu avec Vesti (Ukraine).
Rossiya 24 (en cyrillique russe : Россия 24, ce qui signifie Russie 24) anciennement Vesti est une chaîne de télévision d'information continue en russe. Elle est contrôlée par le groupe étatique russe VGTRK et ses bureaux sont à Moscou. Elle est lancée le 1er juillet 2006.
Rossiya 24 couvre l'actualité internationale et l'actualité russe. Un de ses présentateurs est Sergey Brilev.

## Désinformation et sanctions
Russia 24 est interdit de diffusion en Ukraine, en Moldavie, au Royaume-Uni, et dans l'union européenne du fait de propagande dans le cadre de l'invasion de l'Ukraine par la Russie. La chaîne a notamment affirmé que le massacre de Boutcha a été monté de toutes pièces, et suggère que les images sont le fait d'acteurs et de mannequins pour le tournage d'un film, en vue de tromper les spectateurs et de « faire passer les mannequins pour des corps ».
Le Royaume-Uni et l'Australie ont par ailleurs imposé des sanctions à Evgeniy Poddubny (en), un des principaux correspondants de guerre et propagandistes du régime russe sur Rossiya 24,.